# 마르쿠스 로트
마르쿠스 로트(노르웨이어: Markus Rooth, 2001년 12월 22일~)는 노르웨이의 육상 선수로 주 종목은 10종경기이다. 2024년 하계 올림픽 10종경기 부문 금메달을 획득했으며 파리 올림픽 우승 당시 그가 세운 기록 8796점은 노르웨이 10종경기 국가 기록이다.